# بلمونت (مسيسيبي)
بلمونت (بالإنجليزية: Belmont, Mississippi)‏ هي بلدة تقع في مقاطعة تيشومينغو (ميسيسيبي) بولاية مسيسيبي في الولايات المتحدة. تبلغ مساحتها 12.2 (كم²)، وترتفع عن سطح البحر 177 م، بلغ عدد سكانها 1961 نسمة في عام 2000 حسب إحصاء مكتب تعداد الولايات المتحدة وتصل الكثافة السكانية فيها 160.5 نسمة/كم2.

## التركيبة السكانية
حدّد مكتب تعداد الولايات المتحدة بيانات التركيبة السكانية لبلمونت في تعداد الولايات المتحدة. في ما يلي، التركيبة السكانية حسب تعدادي 2000 و2010.

### تعداد عام 2000
بلغ عدد سكان بلمونت 1,961 نسمة بحسب تعداد عام 2000، وبلغ عدد الأسر 799 أسرة وعدد العائلات 555 عائلة مقيمة في البلدة. في حين سجلت الكثافة السكانية 159.7 نسمة لكل كيلومتر مربع (413.6/ميل2). وبلغ عدد الوحدات السكنية 895 وحدة بمتوسط كثافة قدره 72.9 لكل كيلومتر مربع (188.8/ميل2).
وتوزع التركيب العرقي للبلدة بنسبة 92.71% من البيض و0.56% من الأمريكيين الأفارقة و6.22% من الأعراق الأخرى و0.51% من عرقين مختلطين أو أكثر و8.11% من الهسبانيون أو اللاتينيون من أي عرق.
بلغ عدد الأسر 799 أسرة كانت نسبة 37.7% منها لديها أطفال تحت سن الثامنة عشر تعيش معهم، وبلغت نسبة الأزواج القاطنين مع بعضهم البعض 52.3% من أصل المجموع الكلي للأسر، ونسبة 12.6% من الأسر كان لديها معيلات من الإناث دون وجود شريك،  بينما كانت نسبة 4.5% من الأسر لديها معيلون من الذكور دون وجود شريكة وكانت نسبة 30.5% من غير العائلات. تألفت نسبة 28.8% من أصل جميع الأسر من عدة أفراد يعيشون في نفس المنزل ونسبة 14.9% كانت تتألف من شخص يعيش بمفرده يبلغ من العمر 65 عاماً أو أكثر. وبلغ متوسط حجم الأسرة المعيشية 2.45، أما متوسط حجم العائلات فبلغ 2.97.
بلغ العمر الوسطي للسكان 34.9 عاماً. وكانت نسبة 26.3% من القاطنين تحت سن الثامنة عشر، وكانت نسبة 8.6% بين الثامنة عشر والرابعة والعشرين عاماً، ونسبة 28.6% كانت واقعةً في الفئة العمرية ما بين الخامسة والعشرين والرابعة والأربعين عاماً، ونسبة 22.3% كانت ما بين الخامسة والأربعين والرابعة والستين، ونسبة 14.3% كانت ضمن فئة الخامسة والستين عاماً فما فوق. يوجد لكل 100 أنثى 91.7 ذكر، ويوجد لكل 100 أنثى في الثامنة عشر من عمرها فما فوق 87.1 ذكر.
بلغ متوسط دخل الأسرة في البلدة 29,702 دولارًا، أما متوسط دخل العائلة فبلغ 37,639 دولارًا. وكان متوسط دخل الذكور 27,404 دولارًا مقابل 20,192 دولارًا للإناث. وسجل دخل الفرد الخاص بالبلدة 16,122 دولارًا. وكانت نسبة 10.9% من العائلات ونسبة 14.7% من السكان تحت خط الفقر، وكان من هؤلاء نسبة 16% تحت سن الثامنة عشر ونسبة 16% في الخامسة والستين من العمر وما فوق.

### تعداد عام 2010
بلغ عدد سكان بلمونت 2,021 نسمة بحسب تعداد عام 2010، وبلغ عدد الأسر 792 أسرة وعدد العائلات 565 عائلة مقيمة في البلدة. في حين سجلت الكثافة السكانية 164.6 نسمة لكل كيلومتر مربع (426.3/ميل2). وبلغ عدد الوحدات السكنية 911 وحدة بمتوسط كثافة قدره 74.2 لكل كيلومتر مربع (192.2/ميل2).
وتوزع التركيب العرقي للبلدة بنسبة 88.87% من البيض و0.20% من الأمريكيين الأفارقة و0.20% من الأمريكيين الأصليين و0.10% من الأمريكيين ذوي الأصول الآسيوية و9.40% من الأعراق الأخرى و1.24% من عرقين مختلطين أو أكثر و11.63% من الهسبانيون أو اللاتينيون من أي عرق.
بلغ عدد الأسر 792 أسرة كانت نسبة 40.2% منها لديها أطفال تحت سن الثامنة عشر تعيش معهم، وبلغت نسبة الأزواج القاطنين مع بعضهم البعض 50.6% من أصل المجموع الكلي للأسر، ونسبة 16% من الأسر كان لديها معيلات من الإناث دون وجود شريك،  بينما كانت نسبة 4.7% من الأسر لديها معيلون من الذكور دون وجود شريكة وكانت نسبة 28.7% من غير العائلات. تألفت نسبة 26.1% من أصل جميع الأسر من عدة أفراد يعيشون في نفس المنزل ونسبة 14.1% كانت تتألف من شخص يعيش بمفرده يبلغ من العمر 65 عاماً أو أكثر. وبلغ متوسط حجم الأسرة المعيشية 2.55، أما متوسط حجم العائلات فبلغ 3.04.
بلغ العمر الوسطي للسكان 34.3 عاماً. وكانت نسبة 29.2% من القاطنين تحت سن الثامنة عشر، وكانت نسبة 8.1% بين الثامنة عشر والرابعة والعشرين عاماً، ونسبة 27.5% كانت واقعةً في الفئة العمرية ما بين الخامسة والعشرين والرابعة والأربعين عاماً، ونسبة 20.4% كانت ما بين الخامسة والأربعين والرابعة والستين، ونسبة 14.7% كانت ضمن فئة الخامسة والستين عاماً فما فوق. وتوزع التركيب الجنسي للسكان بنسبة 48.3% ذكور و51.7% إناث.

## وصلات خارجية
- The US50 - Cities and Towns in Mississippi State
- Mississippi Cities and Towns, Facts, Map, Flag, Colleges, Government, and More